# 2016年美國聯軍空襲敘利亞政府軍事件
美國領導的聯軍參與敘利亞內戰期間，在2016年9月17日空襲被伊斯蘭國恐怖分子包圍的代爾祖爾機場敘利亞政府軍據點，導致超過60名敘利亞軍人死亡，超過100人受傷。
聯軍戰機於9月17日下午攻擊位於代爾祖爾機場西南面的薩爾達山（Jabal Therdeh）的敘政府軍據點，敘軍遭受重大傷亡後，伊斯蘭國武裝分子隨即發動進攻，攻下被炸的敘軍據點。敘軍其後反攻，一度收復薩爾達山的失地，後來又被伊斯蘭國奪回。薩爾達山的失守讓代爾祖爾機場面臨更大威脅。
支持敘利亞反政府武裝分子的美國聲稱是一場誤炸，俄羅斯把事件提交安理會，批評美國破壞停火協議。
敘利亞總統巴沙爾·阿薩德認為聯軍是蓄意攻擊敘政府軍。有俄羅斯專家認為本次事件很可能是蓄意攻擊，以協助伊斯蘭國對抗敘利亞政府，或是藉此試探敘利亞政府和俄羅斯的反應。